# Hsu Shu-ching
Hsu Shu-ching (en xinès tradicional: 許 淑淨; en pinyin: Xǔ Shú Jìng) (Yunlin, Taiwan 1991) és una aixecadora taiwanesa, guanyadora de dues medalles olímpiques.

## Biografia
Va néixer el 9 maig de 1991 al Comtat de Yunlin (Taiwan).

## Carrera esportiva
Va participar, als 21 anys, als Jocs Olímpics d'Estiu de 2012 celebrats a Londres (Regne Unit), on va aconseguir guanyar la medalla de plata en la categoria de pes ploma (-53 kg.). En els Jocs Olímpics d'Estiu de 2016 realitzats a Rio de Janeiro (Brasil) aconseguí guanyar la medalla d'or en aquesta mateixa categoria.
Al llarg de la seva carrera ha guanyat dues medalles al Campionat del Món d'halterofília, una d'elles d'or, una medalla d'or als Jocs Asiàtics i una de plata a la Universíada.